# ブダペスト西駅
座標: 北緯47度30分39秒 東経19度03分27秒 / 北緯47.510833度 東経19.0575度
ブダペスト西駅（ブダペストにしえき、Nyugati pályaudvar）は、ハンガリーの首都ブダペスト（ブダペシュト）にあるハンガリー国鉄の駅。正式名称は単に「西駅」。エッフェル塔で知られるギュスターヴ・エッフェルによって設計された。

## 概要
1846年に開通した鉄道駅を起源とする。1874年から1877年にかけて、ギュスターヴ・エッフェルの設計により現在の駅舎が建設された。鉄パイプとガラスを用いて（ロンドン万博会場のクリスタルパレスなどと同様）外から内部が見える構造となっており、当時においては斬新な設計であった。ブダペストには3つの重要な駅があり、街を貫通するドナウ川の東岸（ペスト地区）にはブダペスト西駅とブダペスト東駅が、西岸（ブダ地区）にはブダペスト南駅がある。西駅からは、スロヴァキアを抜けてチェコのブジェツラフ、ブルノなどへ向かう国際列車が発着するほか、ウクライナ方面へ向かう列車も発着する。ブダペスト地下鉄の3号線が西駅に停車する。
駅から徒歩で民俗博物館、国会議事堂、聖イシュトバーン大聖堂などへ行くことが可能。駅舎内にあるマクドナルドは高級感にあふれ、一般的なマクドナルド店舗のイメージからかけ離れている。そのため、「世界一美しいマクドナルド」などとも形容されることがある。

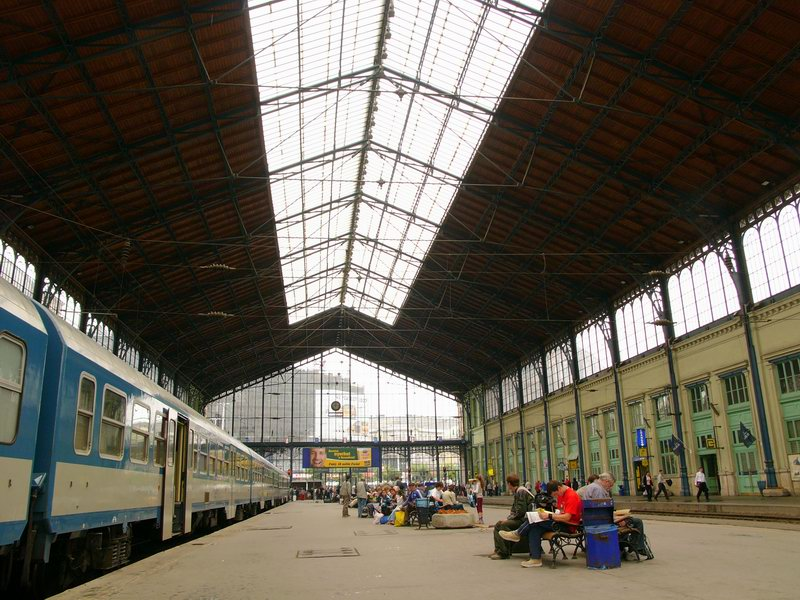
トレイン・シェッド内部

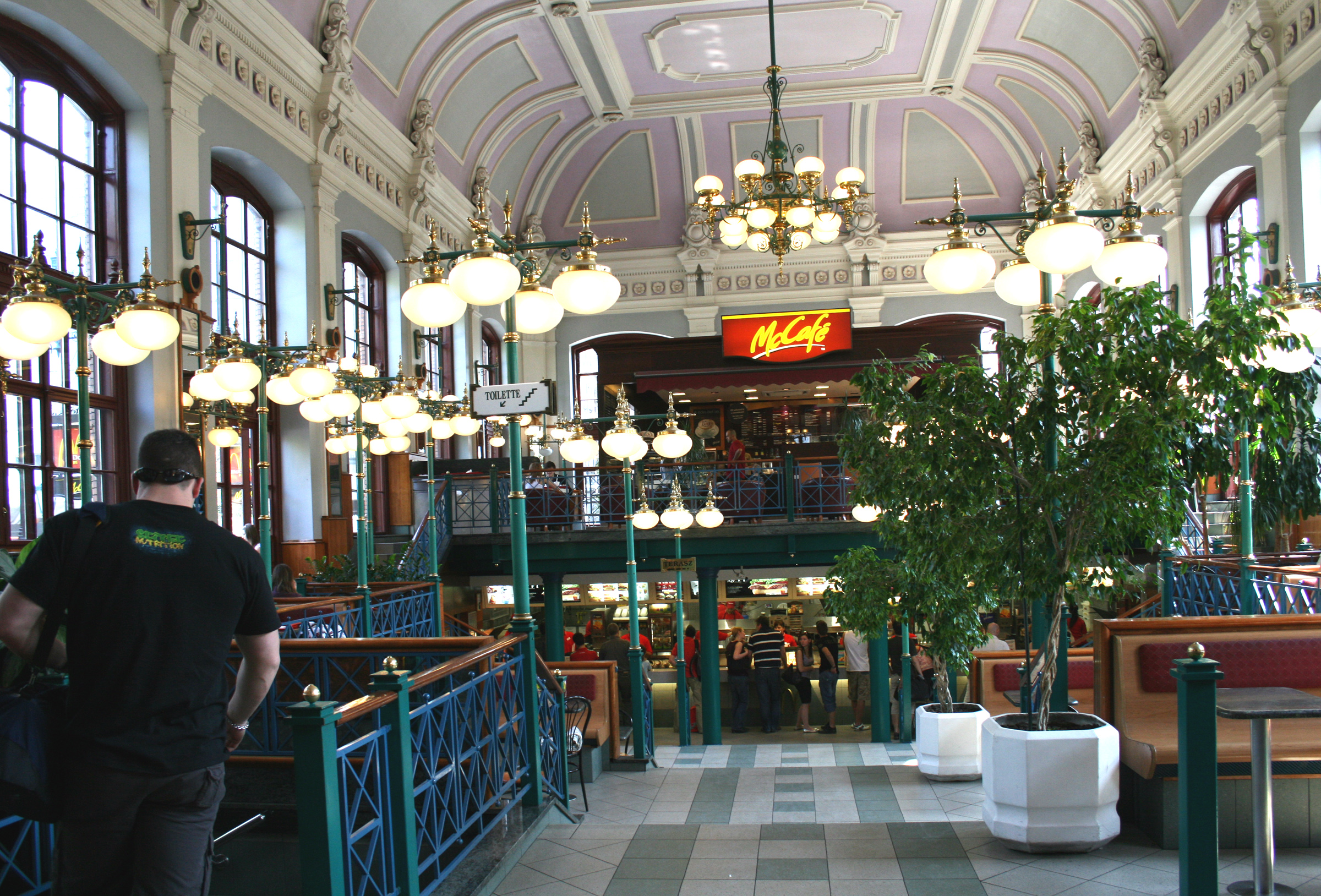
ハンガリーのブダペスト西駅にあるマクドナルド